# جون جي. حنا
جون جي. حنا (بالإنجليزية: John G. Hanna)‏ هو مهندس أمريكي، ولد في 1889، وتوفي في 1948.